# 黃淳熙
黃淳熙（約1820年—1861年6月22日），字子春，江西省饒州府鄱陽縣豐田村人。清朝政治人物，湘軍人物。道光丁未進士，以知縣即用，因在湖南圍剿太平軍有功，擢升道員，隨駱秉章赴四川鎮壓李永和、蓝朝鼎反清起事，咸豐十一年（1861年）在二郎场之戰中遇伏身亡。朝廷追贈布政使銜，諡忠壯。

## 生平

### 入仕
黃淳熙於道光二十六年（1846年）考中丙午科舉人，次年聯捷成丁未科進士，位列張之萬榜三甲第二十六名。以即用知縣分發湖南，先後代理會同、綏寧等縣縣令。

### 閒居及復出
淳熙為人剛直，不苟言笑，因遇事據理力爭，不肯屈就，難合於時，故稱病辭職閒居，閉門讀書。咸豐三年（1853年），湖南巡撫駱秉章知其賢能，強使其出仕。咸豐七年（1857年），代理湖南湘鄉知縣，政績卓著，不久因父喪卸任。因鄱陽已被太平天國佔據，故舉家移居湘鄉。曾國藩籌辦浙江軍務，曾親自登門，請其參與軍事，婉辭不就。

### 軍旅
咸豐九年（1859年）春，太平軍石達開部進兵湖南，淳熙應駱秉章徵召，募集鄉勇一千六百人，協防長沙。石達開部由寶慶轉戰嶺東，分兵攻江華，淳熙赴援，擊敗太平軍將領何文彪等，進而追擊至江藍廳敵營。同年九月，馳軍百餘里，在湖南、廣東交界的牛尾嶺、杉木根、黃馬寨等地焚毀敵營，殲滅賴裕新部。因功晋升知府，等候補缺。咸豐十年（1860年），率師防堵永州、道州、綏寧、靖州等地，連戰連捷。十一月，追剿彭大順部，收復宜章、桂陽兩城，經新任湖南巡撫翟誥保奏，擢升道員，所部增至三千人，號“果毅營”。
前任湖南巡撫駱秉章已於同年七月奉旨前往四川督辦軍務，鎮壓李永和、蓝朝鼎反清起事，並徵調淳熙隨同前往。不久，湖南撤防，淳熙即率領所部三千人入川。

### 戰歿
咸豐十一年（1861年），李永和部將張第才、何國梁等圍攻順慶府（今南充），黄淳熙奉命赴援，順天軍轉而攻打定遠（今武勝）。五月十一日（6月18日）淳熙率兵追嚮定遠，次日在姚店遭遇順天軍，大獲全勝。何國梁戰死。次日，順天軍餘部向北往潼川撤退，在二郎場與援軍會合，并在此屯駐。
淳熙立功心切，於五月十四日（6月21日）夜打聽到順天軍行蹤，連夜率兵追趕，黎明時到達二郎場附近，兵分三路前行，進入順天軍埋伏，兵士大亂，淳熙縱馬突圍時，馬匹陷入泥沼。淳熙坐在地上，以佩刀手刃數人，最終受傷被俘，既而被押至空場。敵人令其下跪，淳熙罵道：“逆賊，豈有堂堂太守肯為汝屈以求苟活耶！”敵人大怒，將其肢解，並將遺體焚毀。

## 身後
其事上聞，朝廷追贈布政使銜，予騎都尉世職。又加贈內閣學士，在順慶府城及遇難處建立專祠祭祀。《清史稿》及同治《鄱陽縣志》皆有其傳。

## 家庭
- 長女：適江蘇武進縣劉亹，誥封宜人[7]。
- 五女：適江蘇武進縣劉音[7]。